# 祖乙
祖乙（そいつ）は殷朝の第13代王。卜辞では、仲丁の子とされる。また、竹書紀年などでは中宗とされる。
耿と邢に遷都した。あるいは庇に都したともいう。祖乙は、巫賢を用い、殷を復興させた。